# Robert Fleck (Fußballspieler)
Robert William Fleck (* 11. August 1965 in Glasgow) ist ein ehemaliger schottischer Fußballspieler. Als Stürmer war er zunächst erfolgreich bei den Glasgow Rangers unterwegs und gewann dort im Jahr 1987 die schottische Meisterschaft und zweimal den Ligapokal. Nach seinem Wechsel nach England wurde er vor allem für seine Zeit bei Norwich City bekannt und zählt dort bis über das Karriereende hinweg als einer der besten Spieler des Klubs. Darüber hinaus absolvierte er vier A-Länderspiele für die schottische Nationalmannschaft und war Teil des Kaders der WM-Endrunde 1990 in Italien. Dort kam er in zwei Gruppenspielen zum Einsatz. Sein Neffe John wurde später ebenfalls Profi bei den Glasgow Rangers und war schottischer Nationalspieler.

## Sportlicher Werdegang

### Glasgow Rangers
Der in Glasgow geborene Fleck durchlief die Jugendakademie der heimischen Rangers und war eines der „Eigengewächse“ (wie auch Ian Durrant, Hugh Burns und Derek Ferguson zu dieser Zeit), denen später der Übergang in den Profibereich gelang. Im Alter von 18 Jahren debütierte er als junger Stürmer am 7. April 1984 beim 0:0 im Heimspiel gegen Heart of Midlothian hinter den beiden Spitzen Ally McCoist und Bobby Williamson, bevor er im Verlauf des Spiels für den erfahreneren Sandy Clark ausgewechselt wurde. Es blieb bei diesem einzigen Einsatz in der Saison 1983/84, nebst zweier weiterer Zweitliga-Partien während einer kurzen Leihphase bei Partick Thistle. Während sich McCoist in der Saison 1985/86 zum Torschützenkönig aufschwang und damit als Angreifer „gesetzt“ war, duellierten sich Fleck und Williamson um den Platz an McCoists Seite. Fleck schoss am 7. September 1985 gegen den FC St. Mirren (3:0) sein erstes Tor für die Rangers. Der gute Start von fünf Siegen und einem Remis konnte jedoch fortan nicht bestätigt werden und Fleck rotierte stetig zwischen Ersatzbank und Einsätzen. Er ließ noch zwei Tore folgen, darunter der zwischenzeitliche 3:3-Ausgleichstreffer gegen den Erzrivalen Celtic (Endstand 4:4). Aufgrund seiner noch getrübten sportlichen Perspektive machte Fleck gelegentlich durch Undiszipliniertheiten von sich reden. Als zur anschließenden Saison 1986/87 mit Graeme Souness ein neuer Trainer verpflichtet wurde, der verstärkt auf etablierte englische Spieler setzte, schien Flecks Zeit in Glasgow abgelaufen zu sein. Vor allem der Neuzugang Colin West wurde als ideale Ergänzung für McCoist angesehen. Dieser passte aufgrund einer stärkeren Physis im Gegensatz zu dem eher kleinen und schmächtigen Fleck scheinbar besser zum Stil, den Souness im Angriff favorisierte. Fleck fand sich somit auf der Ersatzbank wieder, aber eine schwere Verletzung bei West in einem Ligapokalspiel sorgte für sein Comeback in der Startelf. Er wusste die Chance gegen den FC Clydebank zu nutzen mit einem Hattrick zum 4:0-Erfolg. Nur vier Tage später wiederholte er diesen Dreifacherfolg beim Sieg im UEFA-Pokal gegen Tampereen Ilves (4:0). Der Lauf wurde gekrönt mit dem „Hattrick der Hattricks“, als Fleck erneut drei Tore zum 5:1-Sieg gegen den FC Falkirk beisteuerte. Ende Oktober 1986 konnte er mit dem 2:1-Finalerfolg gegen Celtic im Ligapokal die erste Trophäe in seiner Karriere erringen und wurde dabei im Laufe des Spiels für McCoist eingewechselt.
Mit dem Gewinn der Meisterschaft 1987 endete eine langjährige Durststrecke der Rangers und „Flecky“ steuerte beachtliche 19 Tore zum Titel bei. Zwar fiel er weiter nicht ins Angreiferprofil von Trainer Souness, aber mit seiner Einsatzbereitschaft, der guten Ballbehandlung und den kraftvollen Läufen bildete er mit McCoist eine gute Sturmpartnerschaft mit insgesamt beeindruckenden 53 Ligatoren. Für seine guten Leistungen wurde Fleck als Schottlands Fußballer des Jahres in der Kategorie des besten Jungprofis ausgezeichnet. Souness ersetzte im Sommer 1987 West durch Marc Falco, aber Fleck erhielt weitere Bewährungschancen (wenngleich oft nur über Einwechslungen). Mit einem Finalsieg gegen den FC Aberdeen im Ligapokal erweiterte er nicht nur seine Medaillensammlung, sondern war auch maßgeblich für den Erfolg verantwortlich. Zunächst rettete er mit einem späten Ausgleichstreffer zum 3:3 seinen Verein in die Verlängerung und im abschließenden Elfmeterschießen gehörte er zu den treffsicheren Schützen. Da McCoist, Fleck und Falco gleichsam als Stürmer ihre Tore ablieferten, schienen die Rangers gut in der Offensive aufgestellt, was aufgrund zunehmender Probleme in der Defensive (vor allem durch den Beinbruch bei Terry Butcher) wichtig war. Ein enttäuschendes 2:2 im Heimspiel gegen den „Underdog“ Dunfermline Athletic sollte am 15. Dezember 1987 Flecks letzter Auftritt für die Rangers sein. Die Gerüchte über das angespannte Verhältnis zwischen Fleck und Souness hielten sich hartnäckig und plötzlich ließ der Trainer Fleck für gerade einmal 580.000 Pfund nach England zum Erstligisten Norwich City ziehen. Da auch Falco den Verein verlassen hatte, waren die Anhänger der Rangers verwundert über diese Personalie, da sich die geringe Anzahl von Stürmern vor allem im Europapokal der Landesmeister rächte. Ersatz Mark Walters war noch nicht spielberechtigt und der zwischenzeitlich verletzte McCoist musste rasch wieder auf dem Platz stehen, was als entscheidender Faktor für das Viertelfinalaus gegen Steaua Bukarest galt.

### Norwich City & Chelsea
Berichten zufolge hatte Norwichs Trainer Dave Stringer eigentlich Interesse an Rangers-Stürmer Mark Falco gehabt, war dann aber auf Fleck umgeschwenkt. Zwei Tage nach der Verpflichtung debütierte der Neuling am 18. Dezember 1987 gegen den FC Wimbledon (0:1) und schnell avancierte er zum neuen Publikumsliebling. In vier aufeinander folgenden Spielzeiten war er bester Torschütze der „Canaries“ und schoss in 181 Pflichtspielen 66 Tore. Dabei war der größte Erfolg der vierte Platz in der Spielzeit 1988/89 mit zehn Ligatoren von Fleck. Auch langweilig wurde es während seiner Zeit dort nicht, denn neben seinen konstanten Toren durchlief er diverse Vereinsstrafen, einen Gerichtsstreit, stetige Unklarheit ob eines möglichen Wechsels sowie eine Reihe von Verletzungen (vier Knieoperationen und gebrochene Rippen). Schließlich wechselte er im August 1992 für die beachtliche Ablösesumme von 2,1 Millionen Pfund zum FC Chelsea.
Dem Transfer von Fleck zum FC Chelsea lag ein Deal mit dem Rivalen Tottenham Hotspur zugrunde, als die beiden Vereine jeweils Interesse an Robert Fleck und Teddy Sheringham hatten und sich letztlich einigten, nur für einen der Spieler ein Angebot abzugeben. Da Fleck den hohen Erwartungen bei Chelsea fortan nicht gerecht wurde, war offensichtlich, dass sich Tottenham mehr Vorteile aus dieser Einigung zog. Bereits bei seinem Einstand gegen Oldham Athletic (1:1) vergab Fleck in der Mannschaft von Ian Porterfield eine Reihe von Chancen und obwohl er zunächst mit einem anderen Neuzugang Mick Harford ein brauchbares Duo abzugeben schien und seinen ersten Treffer beim 3:1-Sieg gegen Aston Villa erzielte, fehlte ihm offensichtlich das Geschick vor dem gegnerischen Tor. In der gesamten Saison 1992/93 schoss er nur noch ein weiteres Ligator (das 1:0 auswärts beim FC Everton). Darüber hinaus stand nur noch ein Elfmetertor im Ligapokal gegen den FC Walsall zu Buche. Trainer Porterfield verlor zusehends die Geduld und als dann David Webb Porterfield ersetzte, kehrte Fleck für vier Spiele in die Mannschaft zurück, bevor er sich in der Rangordnung hinter John Spencer, Neil Shipperley und sogar kurzzeitig Steve Livingstone (der nur eine Ligapartie für Chelsea absolvieren sollte) vorfand. Mit dem neuen Trainer Glenn Hoddle änderte sich zur neuen Spielzeit 1993/94 wenig. Die anfänglichen Gelegenheiten wusste Fleck nicht zu nutzen und nach zwei Auftritten in der Startelf in der frühen Phase war er erst wieder kurz vor Saisonende gefragt, als viele Mitspieler für das anstehende Finale im FA Cup geschont wurden. Beim Endspiel, das gegen Manchester United deutlich mit 0:4 verloren wurde, war Fleck nicht Teil des Kaders. Weitere 16 Monate blieb er Spieler des FC Chelsea, kam jedoch für die „Blues“ zu keinem weiteren Einsatz mehr.
Stattdessen wurde er in der Schlussphase der Saison 1993/94 an die Bolton Wanderers sowie im Jahr darauf an Bristol City verliehen, bevor er im August 1995 nach Norwich zurückkehrte. Das Engagement wurde im Monat darauf in einen fixen Wechsel umgewandelt. Die Ablösesumme betrug 750.000 Pfund und wie in Bolton und Bristol spielte Fleck auch beim Ex-Verein fortan nur noch zweitklassig. Das „zweite Debüt“ endete mit 2:1-Sieg am 30. August 1995 gegen Oldham Athletic und im Verlauf der Saison 1995/96 gelangen Fleck zwölf Tore für Norwich in 37 Pflichtspielen. Mit nur noch sechs weiteren Ligatoren danach in 63 Partien – bedingt auch durch die nun etwas zurückgezogene Offensivrolle – wurde er im März 1998 für 50.000 Pfund an den Zweitliga-Abstiegskandidaten FC Reading abgegeben, nachdem Trainer Mike Walker angekündigt hatte, den auslaufenden Vertrag mit Fleck nicht verlängern zu wollen. Nach Readings Abstieg in die dritte Liga verkündete Fleck das Ende seiner aktiven Karriere, maßgeblich beeinflusst durch eine Rückenverletzung. Im Jahr 2002 wählten ihn die Anhänger von Norwich City in die vereinseigene Hall of Fame; dazu reihte sich Fleck als viertbester Torschütze in der Klubgeschichte hinter Johnny Gavin, Terry Allcock und Iwan Roberts ein.

### Nach dem Ende der Profilaufbahn
Fleck ließ beim unterklassigen FC Gorleston die aktive Laufbahn ausklingen und unterstützte seinen Ex-Mitspieler Dale Gordon bei der Trainerarbeit. Im März 2000 wurde nach der Entlassung von Bruce Rioch darüber spekuliert, ob Fleck die Nachfolge als Trainer von Norwich City übernimmt. Nach dem Ende seiner aktiven Spielerkarriere in Gorleston arbeitete er in der Jugendakademie von Ipswich Town. Im März 2002 trat er von seinem Trainerposten in Gorleston zurück und entschied sich gegen eine mögliche Rolle bei einem Profiverein. Stattdessen wurde er zwischenzeitlich Trainer des kleinen Diss Town (bis 2006) und kombinierte dies mit Engagements in Fußballschulen. Im Mai 2007 kehrte er nach Norwich zurück, um dort in der Scouting-Abteilung zu unterstützen. Dazu begann er in Norwich als Lehrerassistent für eine Schule mit behinderten Kindern zu arbeiten.

### Schottische Nationalmannschaft
Nachdem er bereits für die schottische U21-Auswahl zwei Länderspiele im Jahr 1988 bestritten hatte, debütierte Fleck für die A-Nationalmannschaft am 28. März 1990 im Freundschaftsspiel gegen Argentinien. Gegen den noch amtierenden Weltmeister spielte er über die gesamte Distanz und konnte mit dem 1:0-Sieg einen Achtungserfolg erringen. Fleck war danach einer von zwei Norwich-Spielern (mit Bryan Gunn), die es in den schottischen 22-Mann-Kader von Trainer Andy Roxburgh für die WM-Endrunde 1990 in Italien schafften. Dort fehlte er zunächst bei der 0:1-Niederlage gegen Costa Rica, stand aber fünf Tage später in der Startelf zum 2:1-Sieg gegen Schweden. Im entscheidenden dritten Spiel gegen Brasilien wurde er zur 77. Minute für Ally McCoist eingewechselt, konnte aber die erneute 0:1-Pleite und das damit verbundene Aus Schottlands in der Gruppenphase nicht verhindern. Nach dem Turnier absolvierte er am 6. Februar 1991 ein viertes und letztes Länderspiel gegen die UdSSR (0:1).

## Titel/Auszeichnungen
- Schottlands Fußballer des Jahres (1): 1986/87 (bester Jungprofi)
- Schottische Meisterschaft (1): 1986/87
- Schottischer Ligapokal (2): 1986/87, 1987/88